# Stefan Voigt
Stefan Voigt (* 19. srpen 1962) je německý ekonom. Od roku 2009 je jedním z ředitelů Institutu práva a ekonomie na Hamburské univerzitě.
Mezi jeho hlavní témata výzkumu patří nová institucionální ekonomie, konstituční ekonomie a analýza ekonomických následků v justičních strukturách. Je autorem úspěšné učebnice Institucionální ekonomie a člen představenstva European Public Choice Society.
Voigt je držitelem Ceny Herberta Quandta z roku 1999, habilitační ceny Univerzity Friedricha Schillera v Jeně pro nejlepší habilitaci v letech 1997 a 1998 a Ceny Waltera Euckena univerzity Freidricha Schillera z roku 1994 pro výborné výsledky na poli uspořádané množiny a konstitucionální politické ekonomie. Je členem redakční rady Public Choice a Constitutional Political Economy.